# Мюллер, Иоганн Готтгард фон
Иоганн Готтгард (Готхард) фон Мюллер (нем. Johann Gotthard von Müller; 4 мая, 1747, Бернгаузен, Баден-Вюртемберг — 14 марта 1830, Штутгарт, Баден-Вюртемберг) — немецкий рисовальщик и гравёр, основатель штутгартской школы резцовой репродукционной гравюры на меди.
Иоганн Готхард фон Мюллер был сыном мэра Бернгаузена (городок близ Штутгарта) Иоганнеса фон Мюллера. Его мать происходила из семьи пастора и мальчика готовили к карьере священника. Он начал учёбу в средней школе (Gymnasialzeit) в Штутгарте, чтобы затем учиться в духовной семинарии в Тюбингене. Помимо школьных уроков, он также посещал свободные классы в Академии искусств (Académie des Arts), которую герцог Вюртембергский Карл Евгений основал в 1761 году. Получив стипендию от герцога, он стал учиться живописи, а в 1770 году отправился в Париж, где изучал гравирование под руководством Иоганна Георга Вилле. Одну из первых гравюр на меди 1774 года — «La Joueuse de Cistre» — он сделал по живописной картине Пьера-Александра Вилле, сына гравёра Иоганна Георга Вилле. В 1774—1775 годах Иоганн Мюллер создавал, в основном, гравюрные реплики живописных портретов работы известных художников. 30 марта 1776 года Иоганн фон Мюллер был принят в парижскую Академию живописи и скульптуры.
В ноябре 1776 года Мюллер вернулся в Штутгарт. Герцог Вюртембергский назначил его на должности «первого гравёра» и профессора гравюры в Военной академии. Занимая эти должности до 1794 года, Мюллер выучил многих искусных гравёров, в том числе своего сына Иоанна Фридриха Вильгельма Мюллера.

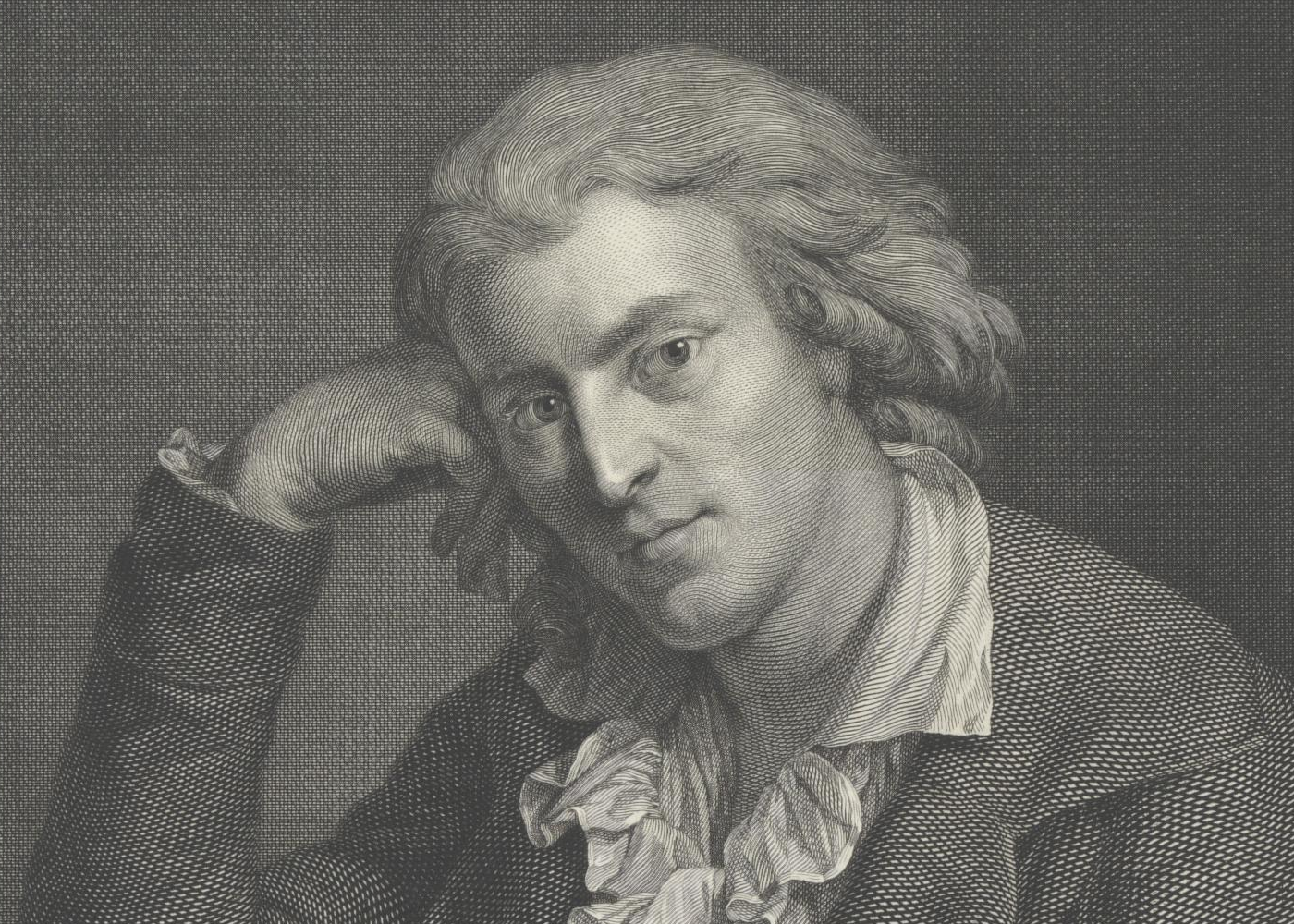
И. Г. фон Мюллер. Портрет Ф. Шиллера. Деталь. По картине А. Граффа. 1793—1794. Гравюра на меди резцом и офортом

В 1777 году он женился на 17-летней Шарлотте Катарине Шнелл, по прозванию Лотта. В браке родилась дочь. Мать и дитя Мюллер изобразил в рисунке пастелью Иоганн Фридрих Тишбейн в 1780 году.
В 1779 году художник мог переехать в Милан, куда его призывало австрийское правительство. Он также получил приглашение из Парижа, но продолжал чувствовать себя обязанным герцогу Карлу Евгению и остался в Штутгарте. Его первый ученик Иоганн Фридрих Лейбольд стал его помощником и давал уроки для начинающих. Весной 1781 года Мюллер переехал в Париж.
Лотта Мюллер, сопровождавшая своего мужа, скончалась 7 июля 1781 года в Париже от лихорадки. 15 января 1782 года Мюллер женился на Катарине Розин Шотт из Ураха, дочери местного судебного пристава. В том же году он закончил гравюру «Лот с дочерьми» по картине Геррита ван Хонтхорста.
Мюллер продолжал руководить школой резцовой гравюры на меди, в которой в 1781 году было восемь учеников, и которая стала приносить прибыль. Соответственно, росла репутация Мюллера, и в 1784 году ему было поручено создать гравированный портрет французского короля Людовика XVI по картине Жозефа Сифреда Дюплесси. С этой целью Мюллер весной 1785 года выехал в Париж. В сентябре того же года вернулся в Штутгарт. Он получал приглашения работать в Берлине, Касселе, Дрездене и Вене, но каждый раз отказывался. В 1793—1794 годах он гравировал портрет Фридриха Шиллера по картине Антона Граффа 1791 года для немецких ученых из Нюрнберга. Во время поездки в Лейпциг в 1801 году встречался с Шиллером, который восторженно оценил портрет.
Его последние годы были богаты почестями. В 1808 году он получил Рыцарский крест ордена «За гражданские заслуги», с которым было связано личное дворянство. В 1812 году Мюллер стал почётным членом Королевской Академии художеств в Вене, в 1814 году — почётным членом Королевской Баварской академии художеств в Мюнхене и Академии в Копенгагене, в 1818 году получил Рыцарский крест ордена Вюртембергской короны.
Иоганн Готхард фон Мюллер умер в Штутгарте в 1830 году. Похоронен на кладбище Хоппенлау. Его сын, Иоганн Фридрих Вильгельм Мюллер (1780—1816), — также гравёр, работал вместе с ним. Сын от второго брака — Эдуард Кристиан (1798—1819), талантливый художник, умер в молодом возрасте.
Из произведений Иоганна Готфрида фон Мюллера, достоинство которых состоит в превосходном рисунке, изящной технике штриха и, особенно, в прекрасной передаче живописного эффекта светотени, любители гравюр выделяют: «Лот с дочерьми» по картине Геррита ван Хонтхорста, «Мадонна в кресле» (Мадонна-делла-Седиа) по картине Рафаэля, «Св. Цецилия», также по картине Рафаэля, «Св. Екатерина» по оригиналу Леонардо да Винчи, портреты по оригиналам Э. Виже-Лебрен, портрет Людовика XVI в коронационном костюме по оригиналу Ж. С. Дюплесси, портрет Ф. Шиллера по оригиналу Антона Граффа.
Подробный каталог всех гравюр Мюллера, равно как и работ его сына, издан в Лейпциге в 1865 году.